# Koruzna snet
Koruzna snet (znanstveno ime Mycosarcoma maydis) je gliva iz rodu (Mycosarcoma). Pred tem je bila uvrščena v rod sneti (Ustilago). V Sloveniji je znana tudi kot koruzna bulava snet. Je gliva z užitnim plodiščem, ki zajeda koruzne storže.

## Značilnosti
Gliva nima izoblikovanega beta, posamezni izrastki pa se v dnišču stikajo in so pripeti na substrat. Vsak trosnjak, ki je sprva belkast doseže 10–20 cm premera, sestavljen pa je iz srebrnkasto sivih izrastkov ali bul, ki se običajno razvijejo na koruznih storžih, lahko pa tudi na drugih delih rastline. Sprva trdne kepe sneti se sčasoma obarvajo vijolično rdeče, krhka, papirju podobna površina pa po dozoritvi poči in začne izpuščati trose.

## Mikroskopske značilnosti
Trosni prah je skoraj črn in se raznaša z vetrom. Trosi so okrogli z bodičasto membrano in merijo 10 μm.

## Uporabnost
Meso glive je sladkasto, aromatično in je uporabno dokler je še sočno. Tudi sicer velja koruzna snet za odlično, vsestransko uporabno glivo, dokler je mlada in trdna. Zrel trosni prah pa lahko povzroči zastrupitve. Povsem mlade izrastke nekateri narodi v Ameriki uživajo celo surove.
Na Slovenskem je koruzna snet dolgo veljala za strupeno, saj so živila pomešana s trosnim prahom povzročala zastrupitve. Mlade glive pa že dolgo uživajo v Ameriki, kjer so vse bolj iskane in v restavracijah dosegajo vrtoglave cene, takoj za gomoljikami.
Zaradi vse večje priljubljenosti so se ponekod lotili umetne gojitve sneti, saj iz vsakega zrna okužene koruze zraste nova rastlina, na kateri se razvije trosnjak glive. Tako lahko kmet, ki goji okuženo koruzo s prodajo sneti zasluži veliko več kot bi zaslužil s prodajo koruze. Gliva najbolje uspeva pri temperaturah med 25 in 34 °C in sicer v času zurenja koruze.
Pri nekaterih plemenih ameriških staroselcev so koruzno snet uporabljali za spodbujanje popadkov pri nosečnicah.